# Горње Гнојнице (Мостар)
Горње Гнојнице су насељено мјесто града Мостара, Федерација Босне и Херцеговине, БиХ.

## Становништво
| Демографија | Демографија | Демографија |
| Година      | Становника  | Становника  |
| ----------- | ----------- | ----------- |
| 1971.       | 564         |             |
| 1981.       | 579         |             |
| 1991.       | 523         |             |
| 2013.       | 105         |             |